# The Hangman's Beautiful Daughter
The Hangman's Beautiful Daughter är ett musikalbum av The Incredible String Band som lanserades 1968 på skivbolaget Elektra Records. Albumet var gruppens tredje studioalbum och kom att bli deras framgångsrikaste kommersiellt sett.
Robert Plant har angett albumet som influens då Led Zeppelin spelade in sitt självbetitlade debutalbum.

## Låtlista
1. "Koeeoaddi There" - 4:49
2. "The Minotaur's Song" - 3:22
3. "Witches Hat" - 2:33
4. "A Very Cellular Song" - 13:09
5. "Mercy I Cry City" - 2:46
6. "Waltz of the New Moon" - 5:10
7. "The Water Song" - 2:50
8. "Three Is a Green Crown" - 7:46
9. "Swift As the Wind" - 4:53
10. "Nightfall" - 2:33

## Listplaceringar
- UK Albums Chart, Storbritannien: #5[2]
- Billboard 200, USA: #161[3]